# Nesopupa singularis
Nesopupa singularis је пуж из реда Stylommatophora. 

## Угроженост
Подаци о распрострањености ове врсте су недовољни.

## Распрострањење
Сједињене Америчке Државе (само Хаваји) су једино познато природно станиште врсте.

## Станиште
Врста Nesopupa singularis има станиште на копну.